# CAF Champions League 2018
Die CAF Champions League 2018 (aus Sponsorengründen auch Total CAF Champions League 2018 genannt) war die 22. Spielzeit des wichtigsten afrikanischen Wettbewerbs für Vereinsmannschaften im Fußball unter dieser Bezeichnung. Die Saison begann mit der ersten Runde am 10. Februar 2018 und endete mit den Finalspielen im November 2018. Titelverteidiger Wydad Casablanca aus Marokko schied im Viertelfinale gegen den algerischen Verein ES Sétif aus. 
Sieger des Wettbewerbs wurde der tunesische Verein Espérance Tunis mit einem Gesamtergebnis von 4:3 im Finale gegen al Ahly Kairo aus Ägypten. Er qualifizierte sich so als Repräsentant der CAF für die FIFA-Klub-Weltmeisterschaft 2018 in den Vereinigten Arabischen Emiraten und für den CAF Super Cup.

## Vorrunde
Die Auslosung fand am 13. Dezember 2017 statt. Die Hinspiele wurden am 10. und 11. Februar, die Rückspiele am 20., 21. und 24. Februar 2018 ausgetragen.
|                        | Gesamt          |                         | Hinspiel | Rückspiel |
| ---------------------- | --------------- | ----------------------- | -------- | --------- |
| Saint-George SA        | 1 w/o 1         | Wau Salaam              | —        | —         |
| CNaPS Sport            | (a)2:2(a)       | KCCA FC                 | 2:1      | 0:1       |
| Zanaco FC              | 6:1             | FC Armed Forces         | 3:0      | 3:1       |
| Bantu FC               | (a)5:5(a)       | Mbabane Swallows FC     | 2:4      | 3:1       |
| Stade Malien           | 1:2             | Williamsville AC        | 1:1      | 0:1       |
| al Tahaddy SC          | 1:2             | Aduana Stars            | 1:0      | 0:2       |
| ES Sétif               | 6:0             | Olympic Real de Bangui  | 6:0      | 0:0       |
| RC Kadiogo Ouagadougou | 1:2             | CF Mounana              | 1:0      | 0:2       |
| AS Real Bamako         | 1:2             | MFM FC                  | 1:1      | 0:1       |
| AS Otohô               | 2:9             | MC Alger                | 2:0      | 0:9       |
| ASFAN Niamey           | 1:3             | Horoya AC               | 1:3      | 0:0       |
| Génération Foot        | 2:0             | Misr El-Makasa          | 2:0      | 0:0       |
| Young Africans SC      | 2:1             | Saint Louis Suns United | 1:0      | 1:1       |
| Township Rollers FC    | 4:2             | al-Merreikh Omdurman    | 3:0      | 1:2       |
| Gor Mahia FC           | 3:1             | Leones Vegetarianos     | 2:0      | 1:1       |
| ASAC Concorde          | 1:6             | Espérance Tunis         | 1:1      | 0:5       |
| Plateau United         | 4:0             | Eding Sport FC          | 3:0      | 1:0       |
| AC Léopards            | 3:3 (3:4 i. E.) | AS Togo-Port            | 2:1      | 1:2       |
| LISCR FC               | 1:3             | al-Hilal Khartum        | 1:0      | 0:3       |
| JKU FC                 | 0:7             | ZESCO United            | 0:0      | 0:7       |
| Buffles du Borgou FC   | 3:4             | ASEC Mimosas            | 1:1      | 2:3       |
| Ngaya Club de Mdé      | 1:3             | UD Songo                | 1:1      | 0:2       |
| Difaâ d’El Jadida      | 10:00           | Sport Bissau e Benfica  | 10:00    | 0:0       |
| AS Vita Club           | 6:1             | Mighty Wanderers FC     | 4:0      | 2:1       |
| CD Primeiro de Agosto  | 5:1             | Platinum FC             | 3:0      | 2:1       |
| Bidvest Wits           | 2:1             | Pamplemousses SC        | 2:0      | 0:1       |
| Rayon Sports           | 2:1             | LLB Académic FC         | 1:1      | 1:0       |

Anmerkung

## Erste Runde
Die Auslosung fand am 13. Dezember 2017 statt. Die Hinspiele wurden am 6. und 7. März, die Rückspiele vom 16. bis zum 18. März 2018 ausgetragen. Die unterlegenen Mannschaften spielten in der zweiten Runde des CAF Confederation Cup weiter.
|                          | Gesamt          |                     | Hinspiel | Rückspiel |
| ------------------------ | --------------- | ------------------- | -------- | --------- |
| Saint-George SA          | 0:1             | KCCA FC             | 0:0      | 0:1       |
| Zanaco FC                | 1:3             | Mbabane Swallows FC | 1:2      | 0:1       |
| Wydad Casablanca         | 7:4             | Williamsville AC    | 7:2      | 0:2       |
| Aduana Stars             | 1:4             | ES Sétif            | 1:0      | 0:4       |
| al Ahly Kairo            | 7:1             | CF Mounana          | 4:0      | 3:1       |
| MFM FC                   | 2:7             | MC Alger            | 2:1      | 0:6       |
| Horoya AC                | 4:1             | Génération Foot     | 2:1      | 2:0       |
| Young Africans SC        | 1:2             | Township Rollers FC | 1:2      | 0:0       |
| Gor Mahia FC             | 0:1             | Espérance Tunis     | 0:0      | 0:1       |
| Étoile Sportive du Sahel | 4:3             | Plateau United      | 4:2      | 0:1       |
| AS Togo-Port             | (a)3:3(a)       | al-Hilal Khartum    | 2:0      | 1:3       |
| ZESCO United             | (a)2:2(a)       | ASEC Mimosas        | 0:1      | 2:1       |
| Tout Puissant Mazembe    | 4:3             | UD Songo            | 4:0      | 0:3       |
| Difaâ d’El Jadida        | 3:2             | AS Vita Club        | 1:0      | 2:2       |
| CD Primeiro de Agosto    | 1:1 (3:2 i. E.) | Bidvest Wits        | 1:0      | 0:1       |
| Rayon Sports             | 0:2             | Mamelodi Sundowns   | 0:0      | 0:2       |

## Gruppenphase
Die Gruppenauslosung fand am 21. März 2018 in der ägyptischen Hauptstadt Kairo statt. Die 16 Sieger der ersten Runde wurden in vier Lostöpfe eingeteilt und zu vier Gruppen mit jeweils vier Mannschaften gelost. Gesetzt wurden die Mannschaften nach ihren Ergebnissen in den CAF-Wettbewerben der letzten fünf Spielzeiten (CAF-Fünfjahreswertung). Die Gruppensieger und -zweiten qualifizieren sich für das Viertelfinale, die Dritt- und Viertplatzierten scheiden aus dem Wettbewerb aus. Bei Punktgleichheit zweier oder mehrerer Mannschaften wird die Platzierung durch folgende Kriterien ermittelt:
1. Anzahl Punkte im direkten Vergleich
2. Tordifferenz im direkten Vergleich
3. Anzahl Tore im direkten Vergleich
4. Anzahl Auswärtstore im direkten Vergleich
5. Wenn nach der Anwendung der Kriterien 1 bis 4 immer noch mehrere Mannschaften denselben Tabellenplatz belegen, werden die Kriterien 1 bis 4 erneut angewendet, jedoch ausschließlich auf die Direktbegegnungen der betreffenden Mannschaften. Sollte auch dies zu keiner definitiven Platzierung führen, werden die Kriterien 6 bis 9 angewendet.
6. Tordifferenz aus allen Gruppenspielen
7. Anzahl Tore in allen Gruppenspielen
8. Anzahl Auswärtstore in allen Gruppenspielen
9. Losziehung

### Gruppe A
| Pl. | Verein              | Sp. | S | U | N | Tore    | Diff. | Punkte |
| --- | ------------------- | --- | - | - | - | ------- | ----- | ------ |
| 1.  | al Ahly Kairo       | 6   | 4 | 1 | 1 | 009:500 | +4    | 13     |
| 2.  | Espérance Tunis     | 6   | 3 | 2 | 1 | 008:400 | +4    | 11     |
| 3.  | KCCA FC             | 6   | 2 | 0 | 4 | 008:900 | −1    | 06     |
| 4.  | Township Rollers FC | 6   | 1 | 1 | 4 | 002:900 | −7    | 04     |

| 4. Mai 2018         |     |                     |                           |
| al Ahly Kairo       | 0:0 | Espérance Tunis     | Stadion Borg el-ʿArab     |
| Township Rollers FC | 1:0 | KCCA FC             | Botswana National Stadium |
| 15. Mai 2018        |     |                     |                           |
| KCCA FC             | 2:0 | al Ahly Kairo       | Mandela National Stadium  |
| Espérance Tunis     | 4:1 | Township Rollers FC | Stadion des 14. Januar    |
| 17. Juli 2018       |     |                     |                           |
| Espérance Tunis     | 3:2 | KCCA FC             | Stadion des 14. Januar    |
| al Ahly Kairo       | 3:0 | Township Rollers FC | Stadion Borg el-ʿArab     |
| 28. Juli 2018       |     |                     |                           |
| KCCA FC             | 0:1 | Espérance Tunis     | Mandela National Stadium  |
| Township Rollers FC | 0:1 | al Ahly Kairo       | Botswana National Stadium |
| 17. August 2018     |     |                     |                           |
| Espérance Tunis     | 0:1 | al Ahly Kairo       | Stadion des 14. Januar    |
| 18. August 2018     |     |                     |                           |
| KCCA FC             | 1:0 | Township Rollers FC | Mandela National Stadium  |
| 28. August 2018     |     |                     |                           |
| al Ahly Kairo       | 4:3 | KCCA FC             | Stadion Borg el-ʿArab     |
| Township Rollers FC | 0:0 | Espérance Tunis     | Botswana National Stadium |

### Gruppe B
| Pl. | Verein                | Sp. | S | U | N | Tore    | Diff. | Punkte |
| --- | --------------------- | --- | - | - | - | ------- | ----- | ------ |
| 1.  | Tout Puissant Mazembe | 6   | 3 | 3 | 0 | 010:400 | +6    | 12     |
| 2.  | ES Sétif              | 6   | 2 | 2 | 2 | 007:900 | −2    | 08     |
| 3.  | Difaâ d’El Jadida     | 6   | 1 | 3 | 2 | 006:700 | −1    | 06     |
| 4.  | MC Alger              | 6   | 1 | 2 | 3 | 004:700 | −3    | 05     |

| 4. Mai 2018           |     |                       |                        |
| MC Alger              | 1:1 | Difaâ d’El Jadida     | Stade 5 Juillet 1962   |
| 5. Mai 2018           |     |                       |                        |
| Tout Puissant Mazembe | 4:1 | ES Sétif              | Stade TP Mazembe       |
| 15. Mai 2018          |     |                       |                        |
| Difaâ d’El Jadida     | 0:2 | Tout Puissant Mazembe | Stade El Abdi          |
| ES Sétif              | 0:1 | MC Alger              | Stade du 8 Mai 1945    |
| 17. Juli 2018         |     |                       |                        |
| Tout Puissant Mazembe | 1:0 | MC Alger              | Stade TP Mazembe       |
| ES Sétif              | 2:1 | Difaâ d’El Jadida     | Stade du 8 mai 1945    |
| 27. Juli 2018         |     |                       |                        |
| Difaâ d’El Jadida     | 1:1 | ES Sétif              | Stade El Abdi          |
| 28. Juli 2018         |     |                       |                        |
| MC Alger              | 1:1 | Tout Puissant Mazembe | Stade Mustapha Tchaker |
| 17. August 2018       |     |                       |                        |
| ES Sétif              | 1:1 | Tout Puissant Mazembe | Stade du 8 mai 1945    |
| 18. August 2018       |     |                       |                        |
| Difaâ d’El Jadida     | 2:0 | MC Alger              | Stade El Abdi          |
| 28. August 2018       |     |                       |                        |
| Tout Puissant Mazembe | 1:1 | Difaâ d’El Jadida     | Stade TP Mazembe       |
| MC Alger              | 1:2 | ES Sétif              | Stade 5 Juillet 1962   |

### Gruppe C
| Pl. | Verein            | Sp. | S | U | N | Tore    | Diff. | Punkte |
| --- | ----------------- | --- | - | - | - | ------- | ----- | ------ |
| 1.  | Wydad Casablanca  | 6   | 3 | 3 | 0 | 008:200 | +6    | 12     |
| 2.  | Horoya AC         | 6   | 2 | 3 | 1 | 007:700 | ±0    | 09     |
| 3.  | Mamelodi Sundowns | 6   | 1 | 3 | 2 | 005:600 | −1    | 06     |
| 4.  | AS Togo-Port      | 6   | 1 | 1 | 4 | 004:900 | −5    | 04     |

| 5. Mai 2018       |     |                   |                                   |
| AS Togo-Port      | 1:2 | Horoya AC         | Stade Municipal                   |
| Mamelodi Sundowns | 1:1 | Wydad Casablanca  | Lucas Masterpieces Moripe Stadium |
| 15. Mai 2018      |     |                   |                                   |
| Wydad Casablanca  | 3:0 | AS Togo-Port      | Stade Mohammed V                  |
| 22. Mai 2018      |     |                   |                                   |
| Horoya AC         | 2:2 | Mamelodi Sundowns | Stade du 28 Septembre             |
| 17. Juli 2018     |     |                   |                                   |
| AS Togo-Port      | 1:0 | Mamelodi Sundowns | Stade Municipal                   |
| Horoya AC         | 1:1 | Wydad Casablanca  | Stade du 28 Septembre             |
| 27. Juli 2018     |     |                   |                                   |
| Mamelodi Sundowns | 2:1 | AS Togo-Port      | Lucas Masterpieces Moripe Stadium |
| 28. Juli 2018     |     |                   |                                   |
| Wydad Casablanca  | 2:0 | Horoya AC         | Stade Mohammed V                  |
| 17. August 2018   |     |                   |                                   |
| Horoya AC         | 2:1 | AS Togo-Port      | Stade du 28 Septembre             |
| Wydad Casablanca  | 1:0 | Mamelodi Sundowns | Stade Mohammed V                  |
| 28. August 2018   |     |                   |                                   |
| AS Togo-Port      | 0:0 | Wydad Casablanca  | Stade Municipal                   |
| Mamelodi Sundowns | 0:0 | Horoya AC         | Lucas Masterpieces Moripe Stadium |

### Gruppe D
| Pl. | Verein                   | Sp. | S | U | N | Tore    | Diff. | Punkte |
| --- | ------------------------ | --- | - | - | - | ------- | ----- | ------ |
| 1.  | Étoile Sportive du Sahel | 6   | 3 | 3 | 0 | 010:400 | +6    | 12     |
| 2.  | CD Primeiro de Agosto    | 6   | 2 | 3 | 1 | 006:500 | +1    | 09     |
| 3.  | ZESCO United             | 6   | 1 | 3 | 2 | 007:600 | +1    | 06     |
| 4.  | Mbabane Swallows FC      | 6   | 1 | 1 | 4 | 003:110 | −8    | 04     |

| 5. Mai 2018              |     |                          |                           |
| ZESCO United             | 1:1 | Mbabane Swallows FC      | Levy Mwanawasa Stadium    |
| CD Primeiro de Agosto    | 1:1 | Étoile Sportive du Sahel | Estádio 11 de Novembro    |
| 15. Mai 2018             |     |                          |                           |
| Mbabane Swallows FC      | 1:0 | CD Primeiro de Agosto    | Mavuso Sports Centre      |
| 16. Mai 2018             |     |                          |                           |
| Étoile Sportive du Sahel | 2:1 | ZESCO United             | Stade Olympique de Sousse |
| 17. Juli 2018            |     |                          |                           |
| Mbabane Swallows FC      | 0:3 | Étoile Sportive du Sahel | Mavuso Sports Centre      |
| ZESCO United             | 0:0 | CD Primeiro de Agosto    | Levy Mwanawasa Stadium    |
| 27. Juli 2018            |     |                          |                           |
| CD Primeiro de Agosto    | 2:1 | ZESCO United             | Estádio 11 de Novembro    |
| Étoile Sportive du Sahel | 2:0 | Mbabane Swallows FC      | Stade Olympique de Sousse |
| 18. August 2018          |     |                          |                           |
| Mbabane Swallows FC      | 0:3 | ZESCO United             | Mavuso Sports Centre      |
| Étoile Sportive du Sahel | 1:1 | CD Primeiro de Agosto    | Stade Olympique de Sousse |
| 28. August 2018          |     |                          |                           |
| ZESCO United             | 1:1 | Étoile Sportive du Sahel | Levy Mwanawasa Stadium    |
| CD Primeiro de Agosto    | 2:1 | Mbabane Swallows FC      | Estádio 11 de Novembro    |

## Finalrunde

### Viertelfinale
Die Auslosung fand am 3. September 2018 statt. Es traf je ein Gruppenzweiter auf einen Gruppensieger einer anderen Gruppe, wobei die Gruppensieger das Hinspiel zunächst auswärts bestritten. Die Hinspiele wurden am 14. und 15. September, die Rückspiele am 21. und 22. September 2018 ausgetragen.
|                       | Gesamt    |                          | Hinspiel | Rückspiel |
| --------------------- | --------- | ------------------------ | -------- | --------- |
| CD Primeiro de Agosto | (a)1:1(a) | Tout Puissant Mazembe    | 0:0      | 1:1       |
| Espérance Tunis       | 3:1       | Étoile Sportive du Sahel | 2:1      | 1:0       |
| ES Sétif              | 1:0       | Wydad Casablanca         | 1:0      | 0:0       |
| Horoya AC             | 0:4       | al Ahly Kairo            | 0:0      | 0:4       |

### Halbfinale
Die Hinspiele wurden am 2. Oktober, die Rückspiele am 23. Oktober 2018 ausgetragen.
|                       | Gesamt |                 | Hinspiel | Rückspiel |
| --------------------- | ------ | --------------- | -------- | --------- |
| al Ahly Kairo         | 3:2    | ES Sétif        | 2:0      | 1:2       |
| CD Primeiro de Agosto | 3:4    | Espérance Tunis | 1:0      | 2:4       |

### Finale

#### Hinspiel
| al Ahly Kairo                                            | al Ahly Kairo | Espérance Tunis | Espérance Tunis | Aufstellung                                     |
| -------------------------------------------------------- | --- | --- | --------------- | ----------------------------------------------- |
| al Ahly Kairo                                            | \| 2. November 2018 in Borg El Arab (Stadion Borg el-ʿArab) \| \| Ergebnis: 3:1 (1:0) \| \| Zuschauer: 60.000 \| \| Schiedsrichter: Mehdi Abid Charef ( Algerien) \|                                                                                  | \| 2. November 2018 in Borg El Arab (Stadion Borg el-ʿArab) \| \| Ergebnis: 3:1 (1:0) \| \| Zuschauer: 60.000 \| \| Schiedsrichter: Mehdi Abid Charef ( Algerien) \|                                                                         | Espérance Tunis | Aufstellung al Ahly Kairo gegen Espérance Tunis |
| al Ahly Kairo                                            | Mohamed El Shenawy – Ahmed Fathi (22. Mohamed Hany), Saad Samir, Salif Coulibaly, Ayman Ashraf – Ahmed Hamoudi (67. Mido Gaber), Hossam Ashour , Amr Elsolia, Islam Mohareb – Walid Soliman – Walid Azaro Cheftrainer: Patrice Carteron ( Frankreich) | Moez Ben Cherifia – Sameh Derbali, Chamseddine Dhaouadi, Khalil Chemmam , Houcine Rabii – Fousseny Coulibaly, Franck Kom, Ghailene Chaalali – Anice Badri, Taha Yassine Khenissi (80. Bilel Mejri), Youcef Belaïli Cheftrainer: Moïn Chabani | Espérance Tunis | Aufstellung al Ahly Kairo gegen Espérance Tunis |
| al Ahly Kairo                                            | 1:0 Soliman (34., Foulelfmeter) 2:0 Elsolia (58.) 3:1 Soliman (77., Foulelfmeter) | 2:1 Belaïli (64., Foulelfmeter) | Espérance Tunis | Aufstellung al Ahly Kairo gegen Espérance Tunis |
| al Ahly Kairo                                            | Samir (49.), Hany (87.) | Dhaouadi (18.), Derbali (81.), Kom (83.) | Espérance Tunis | Aufstellung al Ahly Kairo gegen Espérance Tunis |
| 2. November 2018 in Borg El Arab (Stadion Borg el-ʿArab) | | |                 |                                                 |
| Ergebnis: 3:1 (1:0)                                      | | |                 |                                                 |
| Zuschauer: 60.000                                        | | |                 |                                                 |
| Schiedsrichter: Mehdi Abid Charef ( Algerien)            | | |                 |                                                 |

#### Rückspiel
| Espérance Tunis                                    | Espérance Tunis | al Ahly Kairo | al Ahly Kairo | Aufstellung                                     |
| -------------------------------------------------- | --- | --- | ------------- | ----------------------------------------------- |
| Espérance Tunis                                    | \| 9. November 2018 in Radès (Stadion des 14. Januar) \| \| Ergebnis: 3:0 (1:0) \| \| Schiedsrichter: Bamlak Tessema Weyesa ( Äthiopien) \| | \| 9. November 2018 in Radès (Stadion des 14. Januar) \| \| Ergebnis: 3:0 (1:0) \| \| Schiedsrichter: Bamlak Tessema Weyesa ( Äthiopien) \| | al Ahly Kairo | Aufstellung Espérance Tunis gegen al Ahly Kairo |
| Espérance Tunis                                    | Moez Ben Cherifia – Sameh Derbali, Mohamed Ali Yacoubi, Khalil Chemmam , Ayman Ben Mohamed – Fousseny Coulibaly, Ghailene Chaalali – Anice Badri, Saad Bguir (62. Houcine Rabii), Youcef Belaïli (80. Mohamed Amine Meskini) – Taha Yassine Khenissi (69. Bilel Mejri) Cheftrainer: Moïn Chabani | Mohamed El Shenawy – Mohamed Hany (62. Karim Walid), Saad Samir, Salif Coulibaly, Ayman Ashraf – Hossam Ashour , Amr Elsolia (75. Ahmed Hamoudi) – Walid Soliman, Mido Gaber (62. Salah Mohsen), Islam Mohareb – Marwan Mohsen Cheftrainer: Patrice Carteron ( Frankreich) | al Ahly Kairo | Aufstellung Espérance Tunis gegen al Ahly Kairo |
| Espérance Tunis                                    | 1:0 Bguir (45.+1') 2:0 Bguir (54.) 3:0 Badri (86.) | | al Ahly Kairo | Aufstellung Espérance Tunis gegen al Ahly Kairo |
| Espérance Tunis                                    | Coulibaly (25.), Ben Cherifia (89.), Mejri (90.+2') | Soliman (25.) | al Ahly Kairo | Aufstellung Espérance Tunis gegen al Ahly Kairo |
| 9. November 2018 in Radès (Stadion des 14. Januar) | | |               |                                                 |
| Ergebnis: 3:0 (1:0)                                | | |               |                                                 |
| Schiedsrichter: Bamlak Tessema Weyesa ( Äthiopien) | | |               |                                                 |